# Bitwa w lesie Soleckim
Bitwa w lesie Soleckim – bitwa z wiosny 1259 r. mająca miejsce pomiędzy wojskami księcia wielkopolskiego Bolesława Pobożnego a wojskami księcia kujawskiego Kazimierza I, była jednym z epizodów w krwawych i wyniszczających walkach obu Piastów o kasztelanię lądzką.
Kazimierz kujawski wykorzystując zaangażowanie Bolesława Pobożnego w walki toczone przez książąt pomorskich Warcisława III i Świętopełka, na czele dwóch tysięcy zbrojnych najechał ziemię kaliską. Zaskoczony książę wielkopolski zawrócił z drogi do Poznania i zebrawszy, jak podaje Kronika Wielkopolska, trzydziestu rycerzy uderzył na wycofujące się spod Kalisza wojska księcia kujawskiego. Do starcia doszło w lesie zwanym Solec pomiędzy wsią arcybiskupią Opatówek a Klonowem. Według Kroniki Wielkopolskiej dzięki zupełnemu zaskoczeniu oraz mężnej walce Wielkopolanom udało się odnieść zwycięstwo nad Mazowszanami. W ręce Bolesława Pobożnego wpadły zagarnięte przez Kujawian bogate łupy, konie, a także ranny wojewoda kujawski, komes Bogusza.
Według historyków wsią Solec była obecna wieś Szulec koło Opatówka nieopodal Kalisza, która w 2. połowie XIV wieku należała do arcybiskupstwa gnieźnieńskiego. Według ich opinii nie do przyjęcia jest podana w Kronice ilość zgromadzonego przez Bolesława Pobożnego rycerstwa. Wysuwane są hipotezy, że oddział rycerzy wielkopolski liczył nie mniej niż 300 osób.